# Nabire
Nabire is de provinciehoofdplaats van de Indonesische provincie Centraal-Papua (Papua Tengah). De stad die zo'n 99.850 inwoners telt ligt in Nieuw-Guinea aan de Geelvinkbaai en is ook per vliegtuig via de luchthaven Douw Aturure te bereiken. Na de opdeling in 2022 van de Indonesische provincies Papoea en West-Papoea in zes nieuwe provincies werd Nabire de provinciehoofdplaats van Centraal-Papoea.